# Aurora-astrild
De aurora-astrild of (Pytilia phoenicoptera) is een vogel uit de familie van de prachtvinken (Estrildidae),  oorspronkelijk afkomstig uit Afrika, met name het gedeelte van Zambia tot Ethiopië. Het dier wordt ook als huisdier gehouden.

## Kenmerken
De kop en de rug zijn grijs; stuit en rug met roodachtige tint. De staart is rood, de  vleugels zijn rood met roodbruin. De onderzijde van de aurora-astrild is grijs met blauwgrijze golflijntjes. De snavel is grijs metallic.
Het vrouwtje is minder felgekleurd, haar borst is bleker. De totale lengte van kop tot puntje van de staart is 11-12 centimeter.

## Verspreiding en leefgebied
De soort telt 2 ondersoorten:
- P. p. phoenicoptera: van Senegal en Gambia tot noordelijk Nigeria.
- P. p. emini: van Kameroen tot zuidelijk Soedan en noordelijk Oeganda.

## Volière
Deze vogelsoort kan na zorgvuldige acclimatisering ’s zomers in een buitenvolière gehouden worden, maar in de winter niet. 